# Sh2-9
Sh2-9 est une nébuleuse en émission et par réflexion visible dans la constellation du Scorpion.
Elle est observée dans la partie nord-ouest de la constellation, et est visible sur des photos à longue exposition à quelques degrés au nord-ouest de l'étoile σ Scorpii. La période la plus propice à son observation dans le ciel du soir se situe entre mai et septembre.
Sh2-9 est une assez grande nébuleuse reflétant le rayonnement bleu de σ Scorpii, une étoile multiple dont la composante principale est une géante bleue variable pulsante à courte période, produisant des oscillations de l'ordre de magnitude 0,06. Cette étoile produit également un front d'ionisation qui fait briller le nuage de manière autonome. La partie la plus brillante coïncide avec le grand arc de gaz ionisé, qui reçoit le plus grand rayonnement en raison de sa proximité avec l'étoile. Les régions les plus éloignées reçoivent suffisamment de rayonnement pour les rendre brillantes, mais pas assez pour produire une ionisation, se limitant ainsi à réfléchir la lumière bleutée de σ Scorpii. Ce gaz est probablement un vestige du grand nuage moléculaire à partir duquel s'est formée l'association Antarès (Sco OB2), une association OB très brillante comprenant les étoiles bleues situées au nord de la constellation du Scorpion, qui à son tour fait partie de la grande association Scorpion-Centaure, l'association OB la plus proche du système solaire. La distance du nuage, cohérente avec la moyenne de l'association Sco OB2, est estimée à environ 200 parsecs (environ 650 années-lumière).